# Jacob Young (acteur)
Jacob Young (Renton, Washington 10 september 1979) is een Amerikaanse soapacteur. Hij is het best bekend door zijn rol van Rick Forrester in The Bold and the Beautiful. 

## Biografie

### Privé
Jacob Wayne werd geboren in Renton en is de jongste zoon van Michael en Rhonda Young. Zijn middelste naam Wayne heeft hij te danken aan zijn moeder die grote fan is van Wayne Newton. Hij heeft een oudere broer Michael Jr. en twee zussen Tiffany en Charity. Hij groeide op in Tillamook en Roy. Op zeventienjarige leeftijd verhuisde hij met zijn moeder, na de scheiding van zijn ouders, naar San Diego.
Op 13 mei 2007 trouwde hij met Christen Steward en op 25 november 2008 werd hun eerste zoon Luke Wayne Young geboren. 

### Carrière
Vanaf 31 december 1997 tot 15 september 1999 speelde hij de rol van Rick Forrester in The Bold and the Beautiful. In 1999 werd hij genomineerd voor een Emmy Award in de categorie Beste jonge acteur in een dramaserie. Na zijn vertrek speelde hij van 25 februari 2000 tot 10 februari 2003 de rol van Lucky Spencer in General Hospital. In 2001 kreeg hij van het tijdschrift People de titel Sexiest Soap Star en een jaar later won hij een Emmy voor beste jonge acteur.
Vanaf 1 oktober 2003 nam hij de rol van JR Chandler op in de soap All My Children. Na 41 jaar stopt deze soap in september 2011. Hoewel bekend werd dat de serie overgenomen werd en een nieuw leven zou leiden op het internet besloot Young om niet verder bij de serie te blijven. Hij besloot terug te keren naar The Bold and the Beautiful. Zijn rol Rick werd inmiddels door twee andere acteurs gespeeld, maar Kyle Lowder werd begin 2011 uit de serie geschreven wegens gebrek aan verhaallijn.